# Joshua Silva
Joshua Marques Pereira Silva (ur. 21 sierpnia 1990 w Johannesburgu) – portugalski piłkarz występujący na pozycji obrońcy w DFK Dainava.

## Kariera klubowa
Grę w piłkę nożną rozpoczął w szkółce Internacional Clube Almancil. Następnie trenował w akademiach Sporting CP oraz Louletano DC, skąd w 2008 roku powrócił do macierzystego Internacional Clube Almancil. Latem 2009 roku podpisał trzyletni kontrakt z SC Olhanense, prowadzonym przez Jorge'a Costę. W rundzie jesiennej sezonu 2009/10 znajdował się w szerokiej kadrze pierwszego zespołu, jednak nie zanotował żadnego oficjalnego występu. We wrześniu 2009 roku został wypożyczony do CDR Quarteirense (IV liga), a następnie latem 2010 roku do SC Farense, z którym w sezonie 2010/11 spadł z III ligi. W połowie 2011 roku rozwiązał swoją umowę z SC Olhanense i kontynuował karierę w trzecioligowych klubach Estrela de Vendas Novas i SCU Torreense oraz w greckim Anagennisi Epanomi (Football League). W sezonie 2013/14 występował on ponownie w SC Farense (Segunda Liga).
W czerwcu 2014 roku, po odbyciu testów, podpisał dwuletni kontrakt z Zawiszą Bydgoszcz prowadzoną przez Jorge'a Paixão, z którym współpracował wcześniej w SC Farense. Zadebiutował w wygranym 3:2 meczu z Legią Warszawa o Superpuchar Polski 2014. 14 lipca 2014 zadebiutował w europejskich pucharach w spotkaniu z SV Zulte Waregem (1:2) w eliminacjach Ligi Europy 2014/15. 20 lipca 2014 zaliczył pierwszy występ w Ekstraklasie w wygranym 2:0 meczu przeciwko Koronie Kielce. W rundzie jesiennej sezonu 2014/15 zaliczył łącznie 2 ligowe spotkania. W listopadzie 2014 roku, po zakontraktowaniu Luki Maricia, klub poinformował o rozwiązaniu z nim umowy. W styczniu 2015 roku prowadził zaawansowane negocjacje z GAS Eginiakos (Football League), które zmuszony był zerwać ze względów rodzinnych. W marcu 2015 roku został graczem FK Bodø/Glimt, gdzie pozostał przez 3 miesiące i dla którego rozegrał 1 spotkanie w ramach Pucharu Norwegii.
We wrześniu 2015 roku został zawodnikiem FC Viktoria 1889 Berlin, dla której rozegrał 27 spotkań na poziomie Regionalligi Nordost. Latem 2017 roku podpisał dwuletni kontrakt z występującym na tym samym szczeblu rozgrywkowym BFC Dynamo. W rundzie jesiennej sezonu 2018/19 został dyscyplinarnie oddelegowany do gry w zespole rezerw. Na początku 2019 roku jego umowa została rozwiązana z powodu nieobecności na treningach. Po odejściu z BFC Dynamo pozostawał 6 miesięcy bez klubu, po czym w lipcu 2019 roku został zatrudniony przez SC Olhanense.

## Kariera reprezentacyjna
W 2011 roku dwukrotnie wystąpił w reprezentacji Portugalii U-21 prowadzonej przez Rui Jorge'a w towarzyskich meczach przeciwko Danii (1:1) i Irlandii (2:0).

## Życie prywatne
Urodził się w Johannesburgu w Południowej Afryce, gdzie spędził wczesne dzieciństwo. Posiada obywatelstwo portugalskie i południowoafrykańskie. Jego młodszy brat Matthew (ur. 1992) również jest piłkarzem.

## Sukcesy
Zawisza Bydgoszcz
- Superpuchar Polski: 2014